# Claire Volkhart

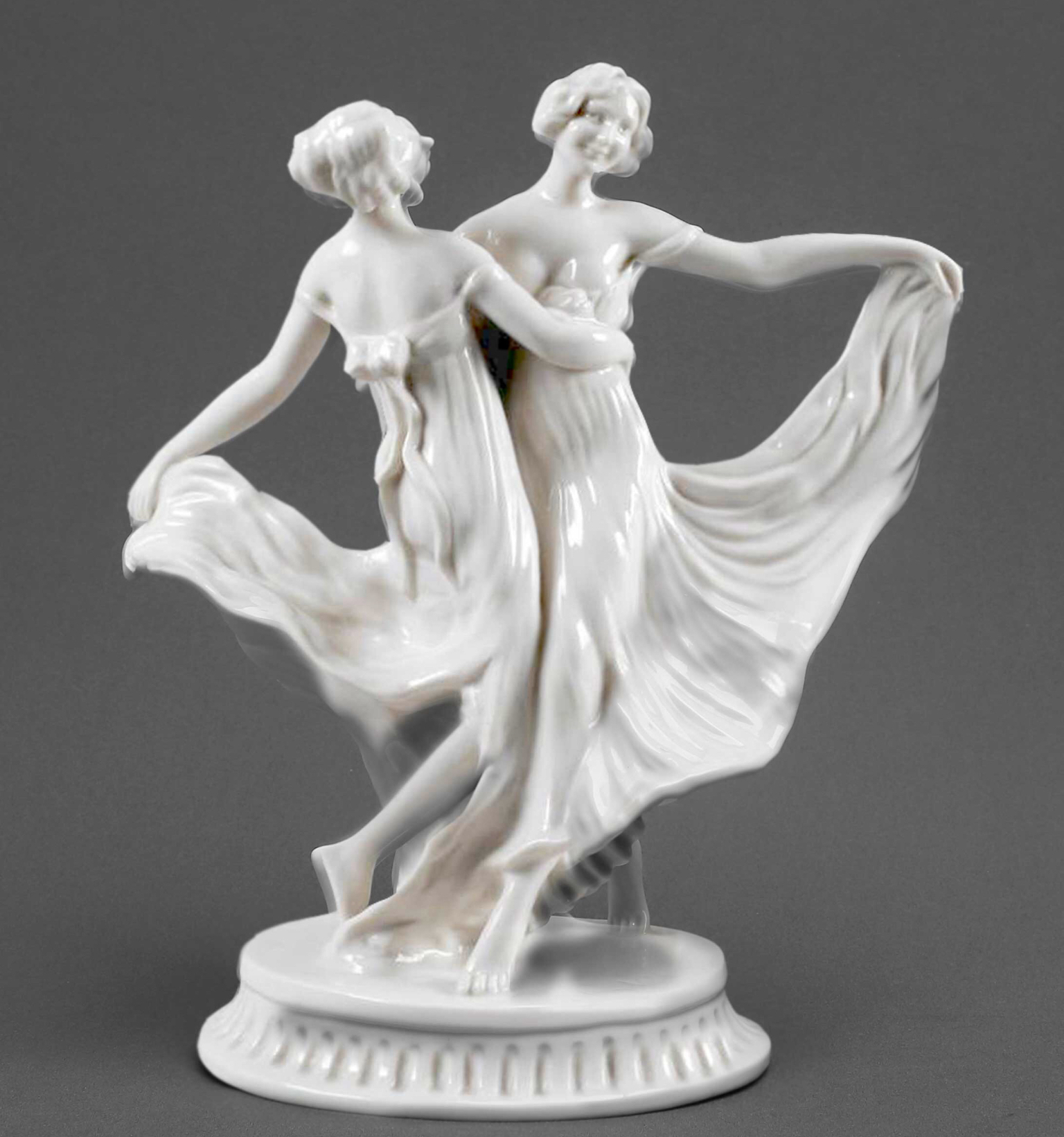
Werk von 1913: Tanzende Mädchen.

Claire  Selmair, auch Claire Volkhart, geboren als Clara Agnes Bertha Ernestine Volkhart (* 12. November 1886 in Düsseldorf; † 11. Februar 1935 ebenda), war eine deutsche Bildhauerin und Wachsbossiererin.

## Leben
Volkhart war eine Tochter des Genremalers und Radierers Max Volkhart und dessen Ehefrau Anna, geborene Roeting. Sie wuchs mit der älteren Schwester Elsa Anna (* 1882) und dem jüngeren Bruder Kurt in einem künstlerisch geprägten Umfeld in Düsseldorf auf. Ihre beiden Großväter waren die in Düsseldorf tätigen Maler Wilhelm Volkhart und Julius Roeting.
An der Düsseldorfer Kunstgewerbeschule war sie Schülerin von Rudolf Bosselt. Sie besuchte in München die private Bildhauerschule von Cipri Adolf Bermann und ließ sich nach längeren Aufenthalten in Paris und Rom auf Dauer in München nieder.
Dort heiratete sie im Jahr 1918 den zehn Jahre jüngeren Schauspieler Anton Theodor Selmair, der ab 1927 unter dem Künstlernamen Tonio Selwart bekannt wurde. Ab 1930 ging ihr Ehemann zu Gastspielen zunächst in die Schweiz und nach London; ab 1932 nahm er auch Engagements in den USA an und beantragte letztlich noch zu Lebzeiten seiner Ehefrau die amerikanische Staatsbürgerschaft. Die Künstlerin begleitete ihren Ehemann nicht auf seinen Reisen; ihre Ehe blieb kinderlos. Claire Volkhart-Selmair wurde 48 Jahre alt. Sie starb im Februar 1935 in ihrer Geburtsstadt Düsseldorf an einer Lungenentzündung.

## Werk
Volkhart war zwar auch Malerin, sie arbeitete jedoch überwiegend als Bildhauerin und Wachsbossiererin in der Porzellan-Herstellung. Im Jahr 1911 gehörte sie zu den Gründungsmitgliedern des Vereins Düsseldorfer Künstlerinnen. Mit ihren Bronzearbeiten Aschenurne und Lebensfreude nahm Volkart 1912 an der Großen Berliner Kunstausstellung teil. In dieser Zeit war sie auch als freie Mitarbeiterin für den Porzellanhersteller Rosenthal tätig.
Von 1913 bis 1929 fertigte sie Entwürfe für die Porzellanfiguren der Schwarzburger Werkstätten an. Ihre Motive waren oft junge Mädchen und Frauen, die sie tanzend darstellte. Nach ihren Entwürfen hergestellte Porzellankunst wird heute noch hergestellt und hochpreisig verkauft.
In den 1920er Jahren stellte die Künstlerin in ihrer Münchner kunstgewerblichen Werkstatt aus selbst hergestelltem und in vielen Farbnuancen eingefärbtem Wachs kleine Puppen her, die bis ins kleinste Detail des Ausdrucks, der Bewegung und der Kleidung lebensecht ausgearbeitet waren.

## Werke (Auswahl)
- Lebensfreude, 1911
- Harlekin und Balletteuse, 1913,[8]
- Tanzendes Paar, 1913,
- Drei Grazien (Tanzlust), 1918,[9]
- Tänzerin mit Schleife